# 2002年山景花园山体滑坡事件
2002年山景花园山体滑坡事件（英語：2002 Taman Hillview landslide）是发生于2002年11月20日凌晨5时左右，位于马来西亚雪兰莪州淡江山景花园一座洋楼的坍塌事故，此洋楼属于武装部队前参谋总长依斯迈奥玛。当时该处自案发前一天晚上11点开始就一直在下雨。
该次事件中，依斯迈奥玛的妻子阿兹莎（Azizah Abdul Aziz）、儿子西札（Hijaz）、两名媳妇、两名孙子和两名印尼女佣被土石夺去了性命。家属的遗体于11月21日下午四点左右葬礼结束后被埋葬。
国家元首端姑赛西拉杰丁和首相马哈迪·莫哈末都到场视察搜救行动。马哈迪表示，将对全国山坡开发进行全面研究，以确保山体滑坡等灾难不再发生。一个由多个政府部门和机构代表组成的联合工作技术委员会成立以调查该事件。